# Bautista Chico
Bautista Chico är en ort i Mexiko.   Den ligger i kommunen Chamula och delstaten Chiapas, i den sydöstra delen av landet, 700 km öster om huvudstaden Mexico City. Bautista Chico ligger 2 398 meter över havet och antalet invånare är 1 173.
Terrängen runt Bautista Chico är huvudsakligen kuperad, men västerut är den bergig. Runt Bautista Chico är det tätbefolkat, med 550 invånare per kvadratkilometer. Närmaste större samhälle är San Cristóbal de las Casas, 10,6 km sydost om Bautista Chico. I omgivningarna runt Bautista Chico växer huvudsakligen savannskog.